# Senghenydd
Senghenydd est un village du Pays de Galles dans le comté de Glamorgan, proche de la ville de Caerphilly.
Sa population était de 6 696 habitants en 2001.

## Histoire
Senghenydd était à l'origine une communauté agricole, qui se transforme industriellement avec la découverte de charbon au XIXe siècle.
Le 14 octobre 1913 une catastrophe minière y provoque la mort de 439 ouvriers.